# A Regra do Jogo
A Regra do Jogo (La règle du jeu) est une telenovela brésilienne diffusée entre le 31 août 2015 et le 11 mars 2016 sur Rede Globo,.
La telenovela a reçu deux nominations pour les International Emmy Awards, dans les catégories Meilleur Telenovela et Meilleur Acteur pour Alexandre Nero.

## Acteurs et personnages
| Acteur/Actrice         | Personnage                                  |
| ---------------------- | ------------------------------------------- |
| Alexandre Nero         | Romero Rômulo                               |
| Giovanna Antonelli     | Atena Terremolinos / Francineide dos Santos |
| Vanessa Giácomo        | Maria Vitória Noronha (Tóia)                |
| Cauã Reymond           | Juliano                                     |
| Cássia Kis Magro       | Djanira                                     |
| Tony Ramos             | Zé Maria                                    |
| Susana Vieira          | Adisabeba dos Santos                        |
| José de Abreu          | Gibson Stewart                              |
| Renata Sorrah          | Eleonora Barroso Stewart (Nora)             |
| Marco Pigossi          | Dante                                       |
| Eduardo Moscovis       | Orlando Levy                                |
| Bárbara Paz            | Neila Barroso Stewart (Nelita)              |
| Juliano Cazarré        | Mário Sérgio dos Santos (Merlô)             |
| Roberta Rodrigues      | Genivalda de Morares (Ninfa)                |
| Marcos Caruso          | Feliciano Stewart                           |
| Deborah Evelyn         | Cristiana Barroso Stewart (Kiki)            |
| Bruna Linzmeyer        | Belisa Stewart                              |
| Marcello Novaes        | Waltércio Stewart (Vavá)                    |
| Suzana Pires           | Janete Stewart                              |
| Fernanda Souza         | Mel                                         |
| Johnny Massaro         | Cesário Stewart                             |
| Alexandra Richter      | Dalila Stewart                              |
| Otávio Müller          | Breno                                       |
| Jackson Antunes        | Tio                                         |
| Giovanna Lancellotti   | Luana Stewart                               |
| Bruno Mazzeo           | Rui                                         |
| Monique Alfradique     | Tina                                        |
| Letícia Lima           | Alisson                                     |
| Fábio Lago             | Oziel                                       |
| Cris Vianna            | Indira                                      |
| Júlia Rabello          | Úrsula Stewart                              |
| Paula Burlamaquy       | Sueli                                       |
| Tonico Pereira         | Ascânio                                     |
| Ricardo Pereira        | Faustini                                    |
| Giselle Batista        | Duda                                        |
| Douglas Tavares        | Abner                                       |
| Felipe Roque           | Kim Stewart                                 |
| Osvaldo Mil            | Juca                                        |
| Maeve Jinkings         | Domingas                                    |
| Carla Cristina Cardoso | Dinorah                                     |
| Thaíssa Carvalho       | Andressa Turbinada                          |
| Letícia Colin          | Paty                                        |
| João Baldasserini      | Victor                                      |
| Allan Souza Lima       | Nenemzinho                                  |
| Karine Teles           | Sumara Mitta                                |
| Séfora Rangel          | Conceição                                   |
| Danilo Ferreira        | Iraque                                      |
| Amaurih Oliveira       | Dênis                                       |

## Diffusion
- Rede Globo (2015-2016)
- SIC (2015-2016)
- Canal 13 (2016)
- Ecuavisa
- Teledoce
- Viva
- Armenia TV

### Sources
- (pt) Cet article est partiellement ou en totalité issu de l’article de Wikipédia en portugais intitulé « A Regra do Jogo (telenovela) » (voir la liste des auteurs).